# K. Sello Duiker
K. Sello Duiker (* 13. April 1974 in Soweto, Südafrika; † 19. Januar 2005 in Northcliff, Johannesburg; eigentlich Kabelo Duiker) war ein südafrikanischer Schriftsteller. Duiker studierte Journalistik und Kunstgeschichte an der Rhodes University in Grahamstown.
Sein Debütroman Thirteen Cents, der von der traurigen und gewalttätigen Realität Kapstädter Straßenkinder erzählt, wurde im Jahr 2001 mit dem Commonwealth Writers’ Prize in der Kategorie Bester Erstlingsroman – Afrika ausgezeichnet. Für seinen zweiten Roman The Quiet Violence of Dreams, der von den Verlierern des neuen Südafrika handelt, erhielt K. Sello Duiker den Herman Charles Bosman-Preis. The Quiet Violence of Dreams wurde 2008 in einer Bühnenbearbeitung auf dem National Art Festival aufgeführt, 2010 erschien der Roman auf Deutsch.
Duiker erlitt 2004 einen Nervenzusammenbruch und nahm sich im Januar 2005 das Leben.

## Werke
- Thirteen Cents (2001)
- The Quiet Violence of Dreams, Cape Town : Kwela Books, 2004, ISBN 0-7957-0120-9.
- Die Stille Gewalt der Träume. Übers. von Judith Reker, Heidelberg : Verl. Das Wunderhorn, 2010, ISBN 978-3-88423-339-9.
- The Hidden Star (2005)

| Personendaten    | Personendaten                   |
| ---------------- | ------------------------------- |
| NAME             | Duiker, K. Sello                |
| ALTERNATIVNAMEN  | Duiker, Kabelo                  |
| KURZBESCHREIBUNG | südafrikanischer Schriftsteller |
| GEBURTSDATUM     | 13. April 1974                  |
| GEBURTSORT       | Soweto, Südafrika               |
| STERBEDATUM      | 19. Januar 2005                 |
| STERBEORT        | Northcliff, Johannesburg        |